# Almirante Blanco Encalada (FFG-15)
La Almirante Blanco Encalada es una de las dos fragatas clase Karel Doorman adquiridas por la Armada de Chile a la Koninklijke Marine. Su epónimo se debe al militar y político chileno, Manuel Blanco Encalada, quien fue el primero en ostentar el cargo de Presidente de Chile. 

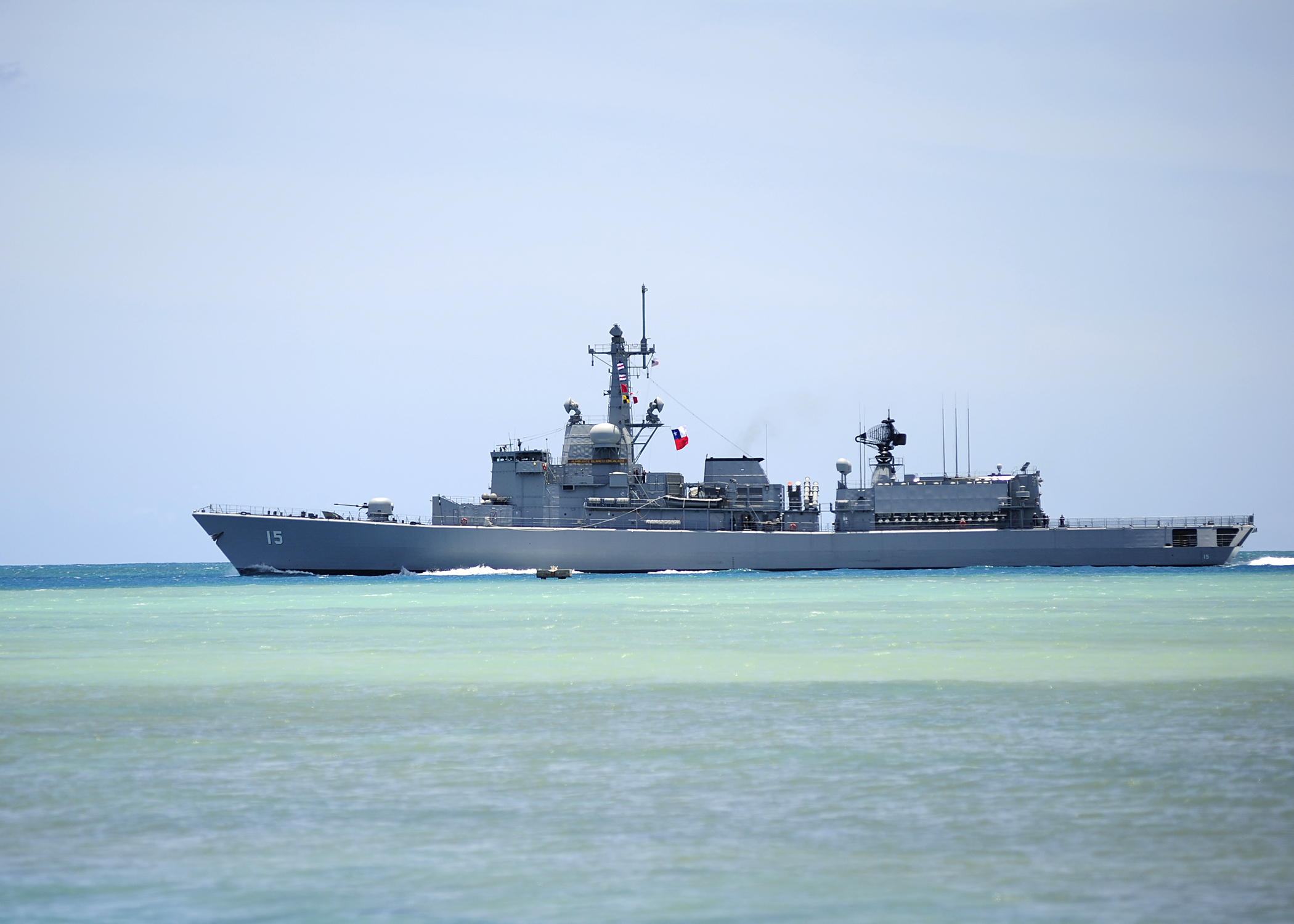
El Almirante Blanco Encalada navegando en el año 2014.

Esta es una fragata multipropósito de defensa antisuperficie y antisubmarina con el objetivo de proteger la soberanía marítima del mar territorial chileno. Puede desarrollar una velocidad máxima de 30 nudos. Su actual comandante es el Capitán de Fragata Christian Reischel Silva.
La fragata Blanco Encalada es una fragata multipropósito con capacidad de trasportar un helicóptero de ataque Cougar AS532SC antisuperficie y antisubmarino, con capacidades SAR. Fue incorporada a la Armada de Chile en el año 2007. 